# Tomba di Poggio al Moro

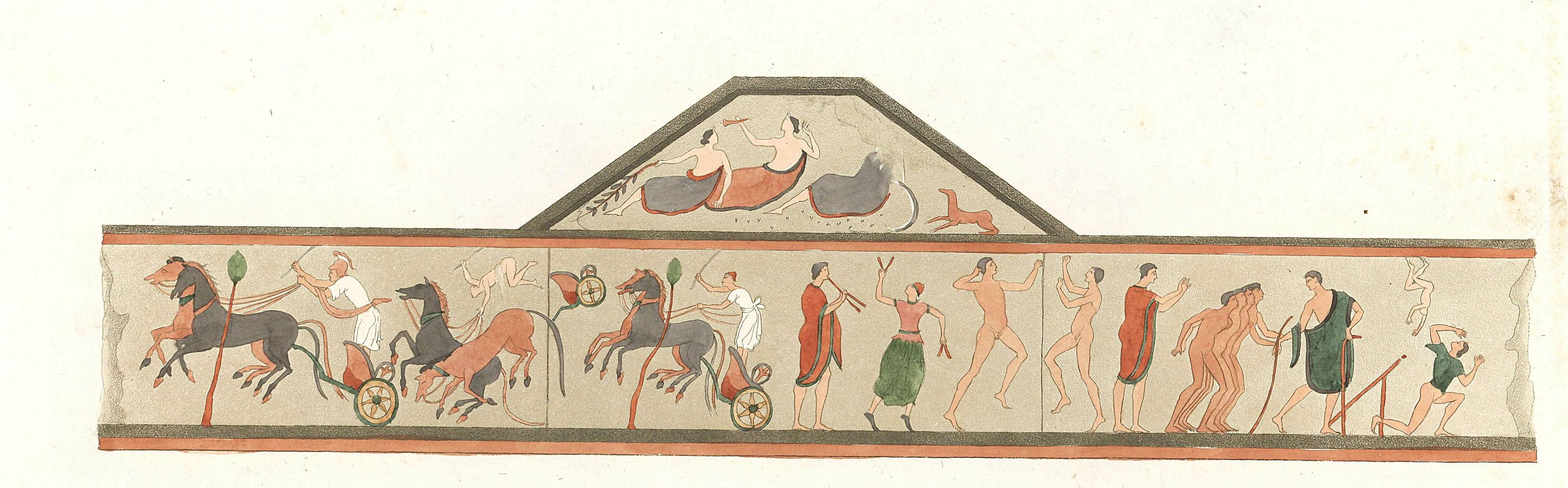
Tomba di Poggio al Moro, Kopie der Malereien aus dem 19. Jahrhundert

Die Tomba di Poggio al Moro (deutsch: „Grab vom Moro-Hügel “, auch Tomba del Poggio al Moro, Tomba Deii oder Grotta delle Monache) ist ein ausgemaltes etruskisches Grab, das ins 5. Jahrhundert v. Chr. datiert. Das Grab wurde 1826 bei Chiusi entdeckt.
Es handelt sich um ein Drei-Kammergrab mit einer Hauptkammer, einer Rück- und einer Seitenkammer. Der Eingang führt über einen Dromos in die Grabanlage. Im Grab fanden sich 12 Urnen und zwei Sarkophage. Die Urnen bezeugen, dass das Grab bis ins 1. Jahrhundert v. Chr. genutzt wurde. Die Malereien im Grab sind heute nur noch in Kopien erhalten, wobei die erhaltenen Zeichnungen ungenau sind. Die Malereien befanden sich vor allem in der Hauptkammer, wo sie sich in einem Fries im oberen Teil der Wand befanden. Auch die Giebelfelder des Satteldachs waren ausgemalt. Die Darstellungen in den Giebelfeldern zeigen von allem Bankettszenen. Auf den Wänden finden sich Wagenrennen und Athleten, aber auch Musikanten und Tänzer.